# چال چغا ۱
چال چغا ۱ مربوط به دوران پیش از تاریخ ایران باستان است و در شهرستان ازنا، بخش مرکزی، دهستان پاچه لک غربی، ۱۰۰ متری شرق جاده آسفالته شهر ازنا، روستای دولت‌آباد واقع شده و این اثر در تاریخ ۲۸ اسفند ۱۳۸۵ با شمارهٔ ثبت ۱۸۳۲۶ به‌عنوان یکی از آثار ملی ایران به ثبت رسیده است.